# Champs-Élysées - Clemenceau (métro de Paris)
Champs-Élysées - Clemenceau est une station des lignes 1 et 13 du métro de Paris, située dans le 8e arrondissement de Paris.

## Situation
La station est implantée au sein du quartier des Champs-Élysées, non loin de ses limites administratives avec le quartier du Faubourg-du-Roule au nord-ouest et le quartier de la Madeleine au nord-est. Elle se trouve sous la place Clemenceau, au croisement de l'avenue des Champs-Élysées avec l'avenue Winston-Churchill et l'avenue de Marigny. Les quais sont établis :
- sur la ligne 1, dans l'axe approximativement orienté nord-ouest/sud-est des Champs-Élysées, entre les stations Franklin D. Roosevelt et Concorde (cette dernière étant précédée d'un raccordement de service avec la ligne 8, lequel s'embranche en pointe sur la voie pour Château de Vincennes) ;
- sur la ligne 13, approximativement selon un axe nord-sud à l'ouest de la place, quasi parallèlement à l'avenue Winston-Churchill, entre les stations Miromesnil et Invalides, tout en étant séparée de cette dernière par la Seine que la ligne franchit au moyen d'une traversée sous-fluviale.

## Histoire

### Mises en service
La station est ouverte le 19 juillet 1900 avec la mise en service du premier tronçon de la ligne 1 entre Porte de Vincennes et Porte Maillot, lequel marque officiellement la naissance du métro de Paris. Inaugurée sous le nom de Champs-Élysées, elle prend sa dénomination actuelle de Champs-Élysées - Clemenceau le 20 mai 1931 à la suite de la création en 1930 de la place Clemenceau en surface, au débouché des avenues Winston-Churchill et du Général-Eisenhower.
Le 18 février 1975, la station de la ligne 13 est ouverte à son tour avec l'inauguration de son extension depuis Miromesnil, laquelle constitue une des trois phases du prolongement de l'ancienne ligne B de l'ex-Société du chemin de fer électrique souterrain Nord-Sud de Paris (dite Nord-Sud) au sud de son terminus initial de Saint-Lazare. Champs-Élysées - Clemenceau joue alors provisoirement le rôle de terminus sud de la ligne 13 (depuis Porte de Clichy d'une part et Carrefour Pleyel puis Saint-Denis - Basilique (aujourd'hui Basilique de Saint-Denis) d'autre part) jusqu'au 9 novembre 1976, date à laquelle celle-ci est fusionnée via une traversée sous la Seine avec l'ancienne ligne 14 de la Compagnie du chemin de fer métropolitain de Paris (dite CMP), qui avait pour terminus nord la station Invalides.

### Origine des noms
La station doit sa dénomination à sa proximité avec l'avenue des Champs-Élysées, laquelle tire son nom des champs Élysées, le lieu des Enfers où séjournaient les âmes vertueuses dans la mythologie grecque, ainsi qu'à son implantation sous la place Clemenceau, cette dernière voie rendant hommage à Georges Clemenceau (1841-1929), homme politique français et président du Conseil.
La station porte comme sous-titre Grand Palais, du nom du monument parisien éponyme, situé à proximité, qui abrite régulièrement des salons ainsi que des expositions.
Le 16 juillet 2018, une partie des plaques nominatives de la station sont provisoirement remplacées afin de célébrer la victoire de l'équipe de France à la Coupe du monde de football 2018, comme dans cinq autres stations sur le réseau. Par jeu de mots, Champs-Élysées - Clemenceau est ainsi humoristiquement renommée « Deschamps - Élysées - Clemenceau » (perdant de ce fait son sous-titre « Grand Palais » sur les pancartes) en hommage au sélectionneur des Bleus Didier Deschamps, lequel est simultanément honoré à la station Notre-Dame-des-Champs sur la ligne 12.

### Modernisations
De mai 1963 à décembre 1964, les quais de la ligne 1 sont rallongés de 75 à 90 mètres, comme dans la majorité de ses stations en parallèle de sa conversion au roulement pneumatique, afin de permettre l'accueil de nouvelles rames MP 59 dotées de six voitures, contre cinq pour l'ancien matériel Sprague-Thomson. Cette opération vise à augmenter le débit de la ligne pour faire face aux importantes surcharges chroniques apparues après la Seconde Guerre mondiale. L'extension des quais s'effectue au moyen d'un plafond en béton armé, édifié dans le prolongement de la couverture métallique.
En parallèle, les quais précités font l'objet d'une première modernisation par la mise en place d'un carrossage métallique sur les piédroits, doté de montants horizontaux verts et de cadres publicitaires dorés, éclairés par le haut. Ce modèle d'aménagement, alors largement utilisé sur le réseau en tant que moyen de rénover les stations rapidement et à moindre coût, voit ultérieurement ses lambris repeints en jaune, de même que les poutres métalliques supportant le plafond, tandis que les bancs jaunes d'origine sont remplacés par des sièges de style « Motte » rouges (lesquels rompent ainsi l'uniformité colorimétrique de la décoration).

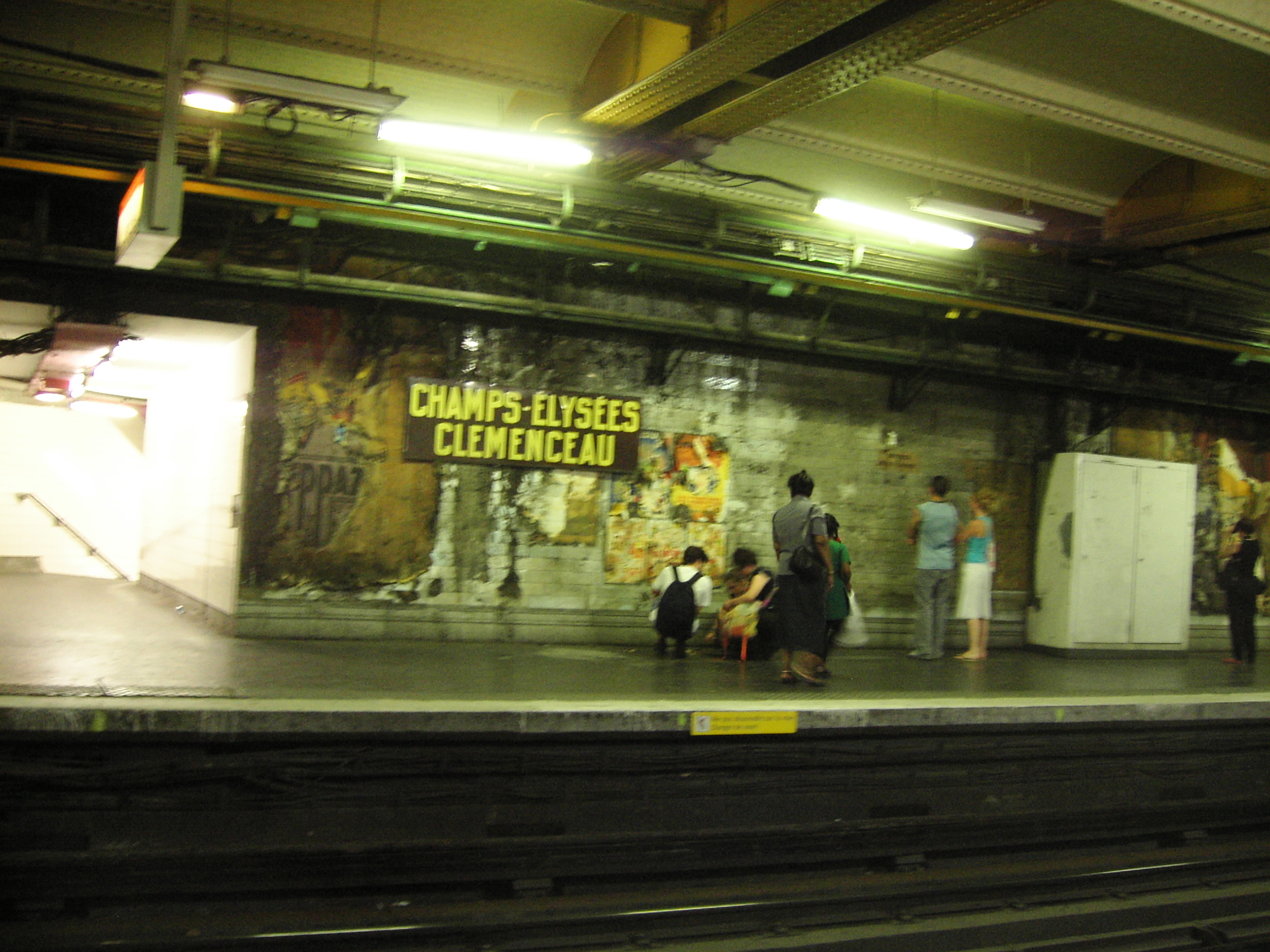
Les quais de la ligne 1 en travaux en 2005. Le retrait du carrossage métallique révèle d'anciennes affiches datant des années 1950.

En 2005, les couloirs de la station sont entièrement rénovés et reçoivent à cette occasion un aménagement culturel spécifique (offert à la RATP par le métro de Lisbonne), tandis que les quais de la ligne 1 font également l'objet d'une modernisation intégrale en lien avec le Palais de la découverte, ce qui entraîne la dépose de leur carrossage publicitaire (faisant provisoirement réapparaître d'anciennes affiches antérieures aux années 1960) et le retrait du carrelage d'origine au profit de parements de verre bleu pâle sur les piédroits. Champs-Élysées - Clemenceau est aujourd'hui l'une des rares stations « historiques » du métro de Paris dont la faïence blanche biseautée traditionnelle a entièrement disparu dans l'ensemble des espaces voyageurs.
Dans le cadre de l'automatisation de la ligne 1, les quais de cette dernière sont rehaussés au cours du week-end des 18 et 19 avril 2009 afin de recevoir des façades de quai, installées en décembre 2010. Du 10 au 24 mars de la même année, la station de la ligne 13 est, avec Opéra et Concorde sur la ligne 8 ainsi que Saint-Lazare sur la ligne 12, une des quatre du réseau à recevoir sur certains quais des canapés de l'entreprise d'ameublement Ikea, accompagnés d’affiches créant un fond de salon en trompe-l’œil ainsi que de lampes Ikea, les sièges habituels étant provisoirement démontés pour l'occasion. L'année suivante, ses quais sont équipés de portes palières à leur tour, de même que onze autres points d'arrêt de la ligne 13, dans le cadre du plan d'actions défini en 2010 afin d'améliorer la régularité de cette dernière ligne.
Malgré sa taille et sa situation en plein secteur touristique, la station n'a longtemps disposé que d'une seule entrée. Début octobre 2019, un second accès — mis en chantier dès la mi-mars 2017 et inauguré officiellement le 25 novembre 2019 — est ouvert sur l'avenue du Général-Eisenhower afin d'améliorer la desserte du Palais de la découverte et du théâtre du Rond-Point, tout en délestant l'entrée existante. Sa création a nécessité de réagencer la salle de distribution avec le déplacement des lignes de contrôle et du comptoir d'information, le réaménagement des espaces commerciaux ainsi que la pose d'un nouveau carrelage beige au sol, tandis que des toilettes publiques ont été rajoutées dans le nouveau couloir de sortie,.

### Fréquentation
Nombre de voyageurs entrés à cette station :
| Année                      | 2013      | 2014      | 2015      | 2016      | 2017      | 2018      | 2019      | 2020      | 2021      |
| -------------------------- | --------- | --------- | --------- | --------- | --------- | --------- | --------- | --------- | --------- |
| Nombre de voyageurs par an | 4 617 843 | 4 910 801 | 4 714 927 | 4 300 906 | 4 139 250 | 4 113 353 | 4 006 171 | 1 735 350 | 1 909 005 |
| Rang                       | 98e       | 88e       | 95e       | 110e      | 118e      | 128e      | 117e      | 140e      | 187e      |
| Nombre de stations         | 302       | 302       | 302       | 302       | 302       | 302       | 302       | 304       | 304       |

## Services aux voyageurs

### Accès
La station dispose de deux accès, constitués pour chacun d'un escalier fixe doublé d'un escalier mécanique montant pour la sortie :
- l'accès no 1 « Place Clemenceau - Petit Palais », orné d'une balustrade en marbre dotée d'un candélabre dans le style Dervaux des années 1930 ainsi que d'une plaque en hommage à Georges Clemenceau, débouchant au sud de la place précitée.
- l'accès no 2 « Avenue du Général-Eisenhower - Palais de la découverte », ouvert en octobre 2019, se trouvant à proximité immédiate du Grand Palais ainsi que du théâtre du Rond-Point ; il débouche sur un long couloir qui aboutit à un escalier doublé d’un escalier mécanique depuis le niveau -3 en sortie de la ligne 13.

Accès à la station
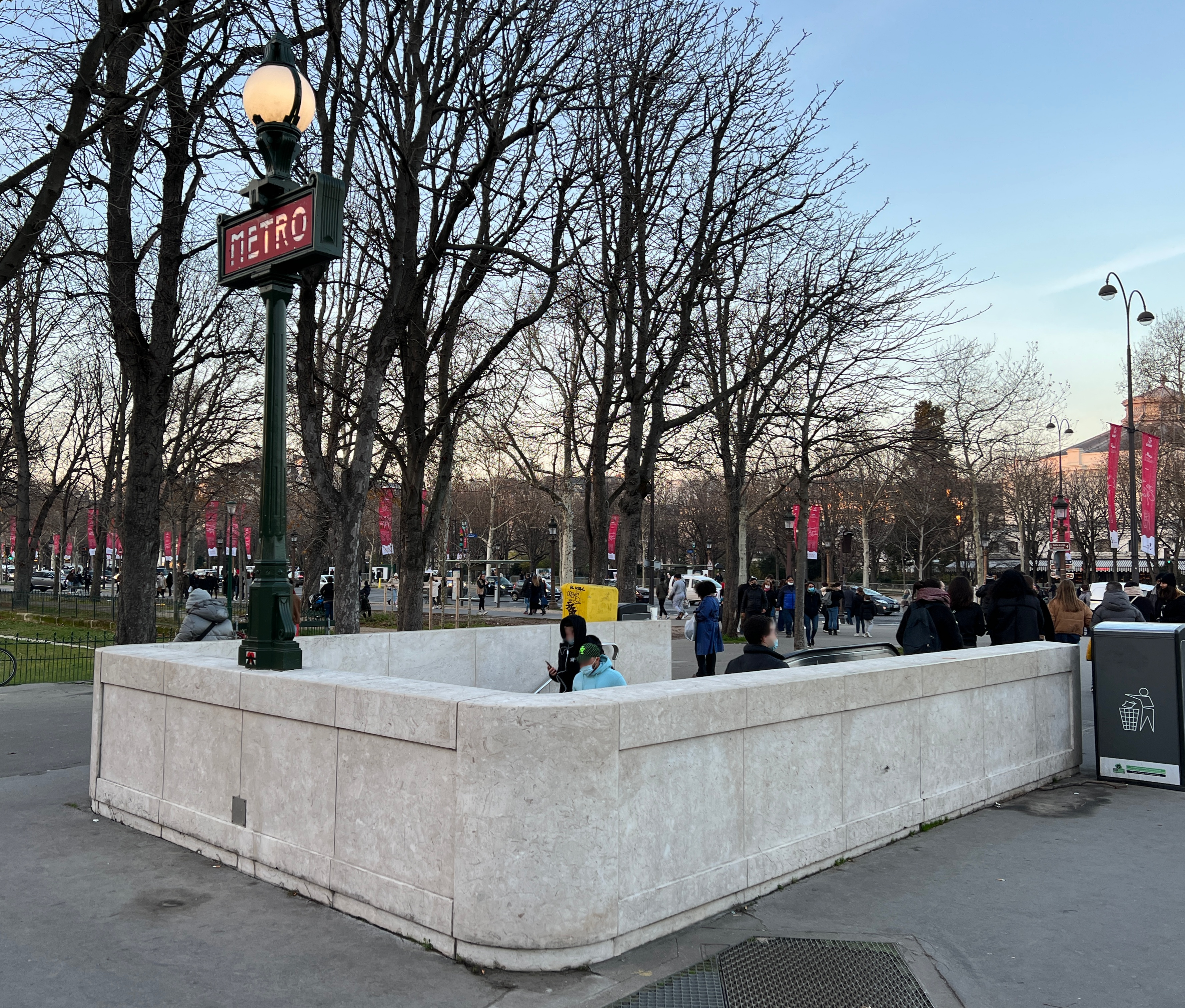
L'accès no 1, « Place Clemenceau ».
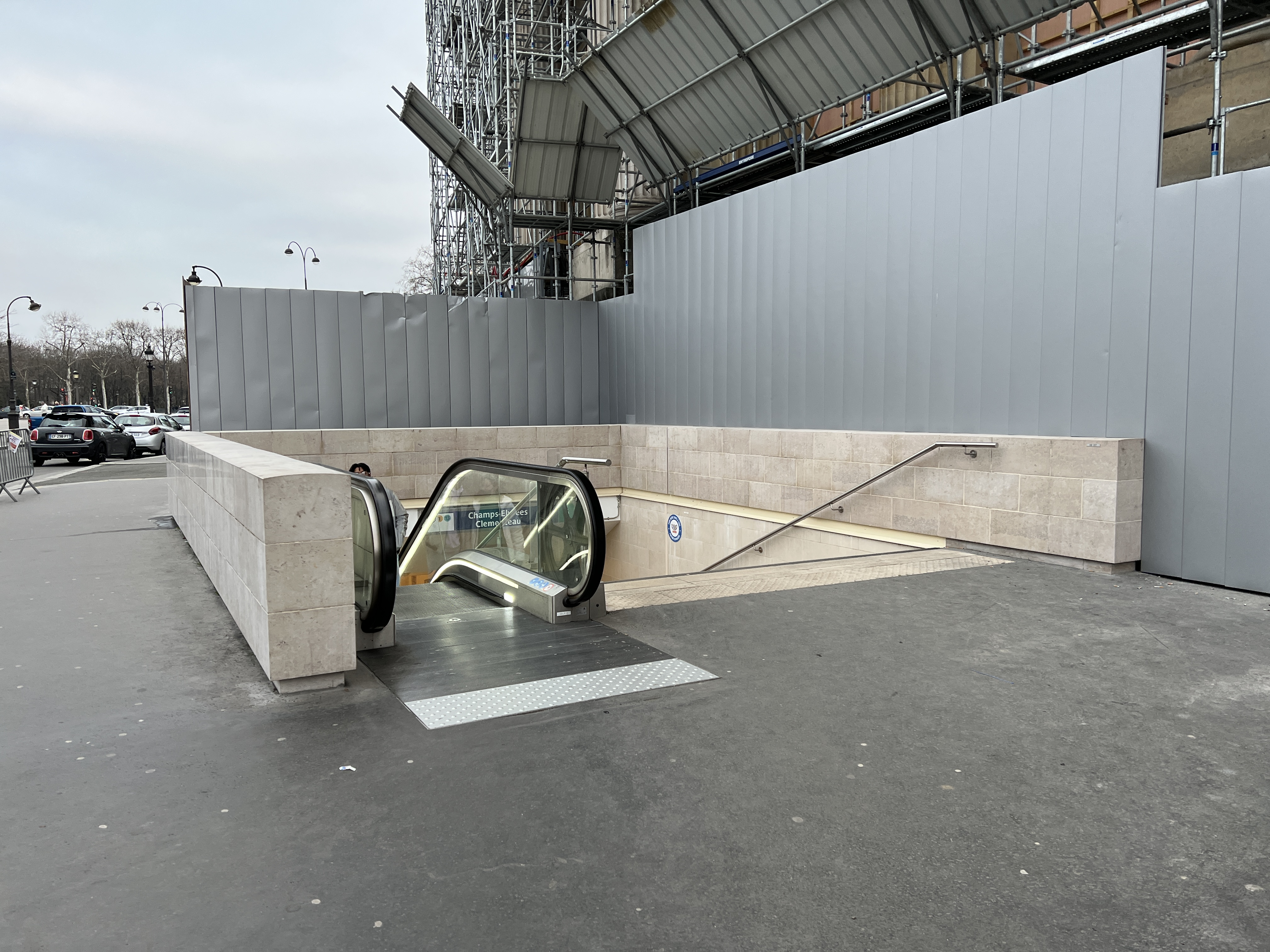
L'accès no 2, « Avenue du Général-Eisenhower ».
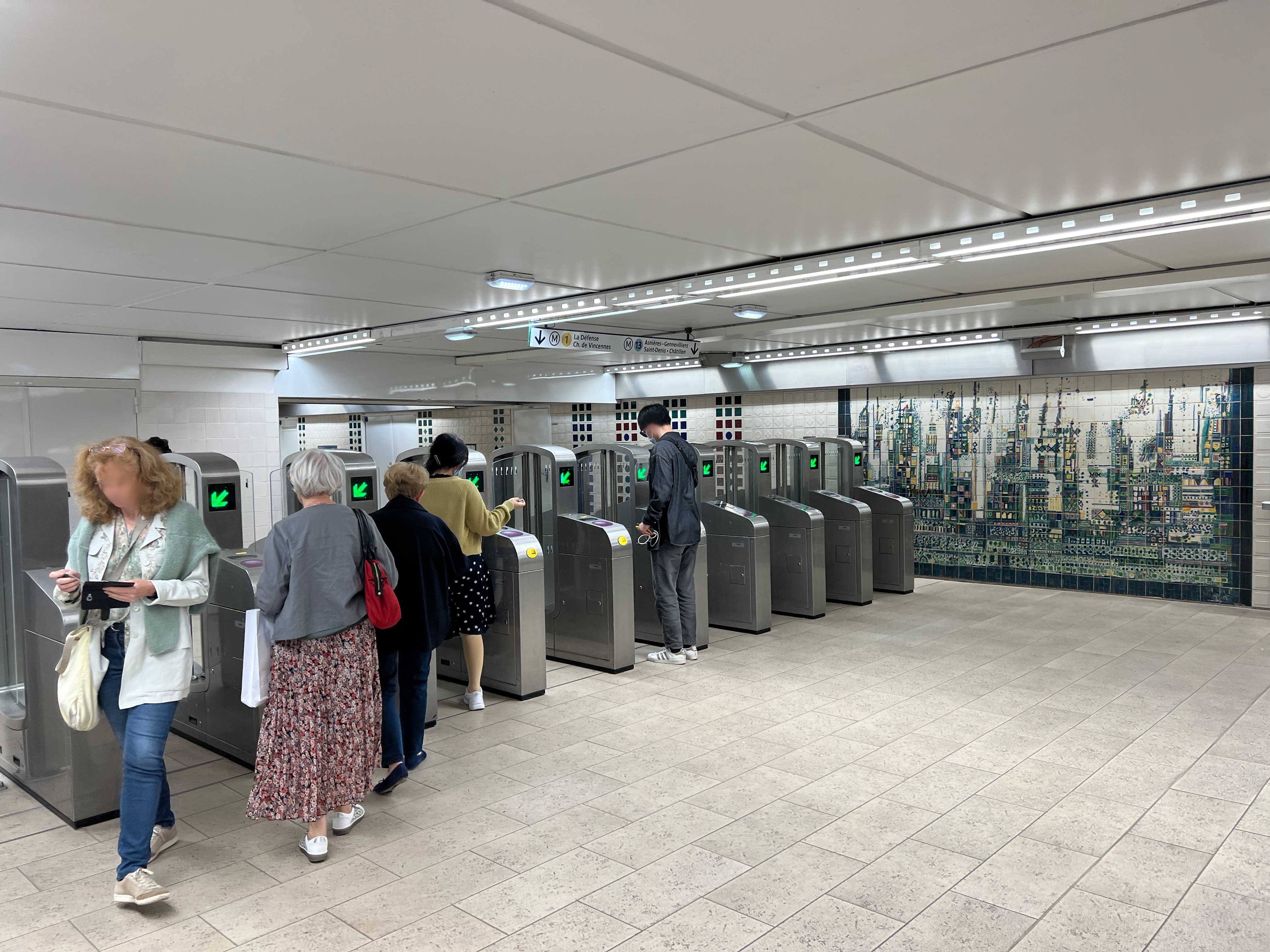
Le hall d'accueil de la station, réaménagé en 2019.

Dans le couloir de correspondance reliant la ligne 1 à la ligne 13, un décor peint sur carreaux de faïence Azulejo géométrique, dû à l'artiste portugais Manuel Cargaleiro, est installé depuis 1995. Cette œuvre est le fruit d'un échange artistique organisé entre les compagnies de métro de Lisbonne et la RATP. La ville de Paris offre à Lisbonne un édicule Guimard, installé à la station Picoas du métro de Lisbonne. En retour, la RATP reçoit un décor en azulejos, complété de cinq tableaux supplémentaires depuis fin 2019 à l'occasion de la création du second accès à la station.

Décor des couloirs
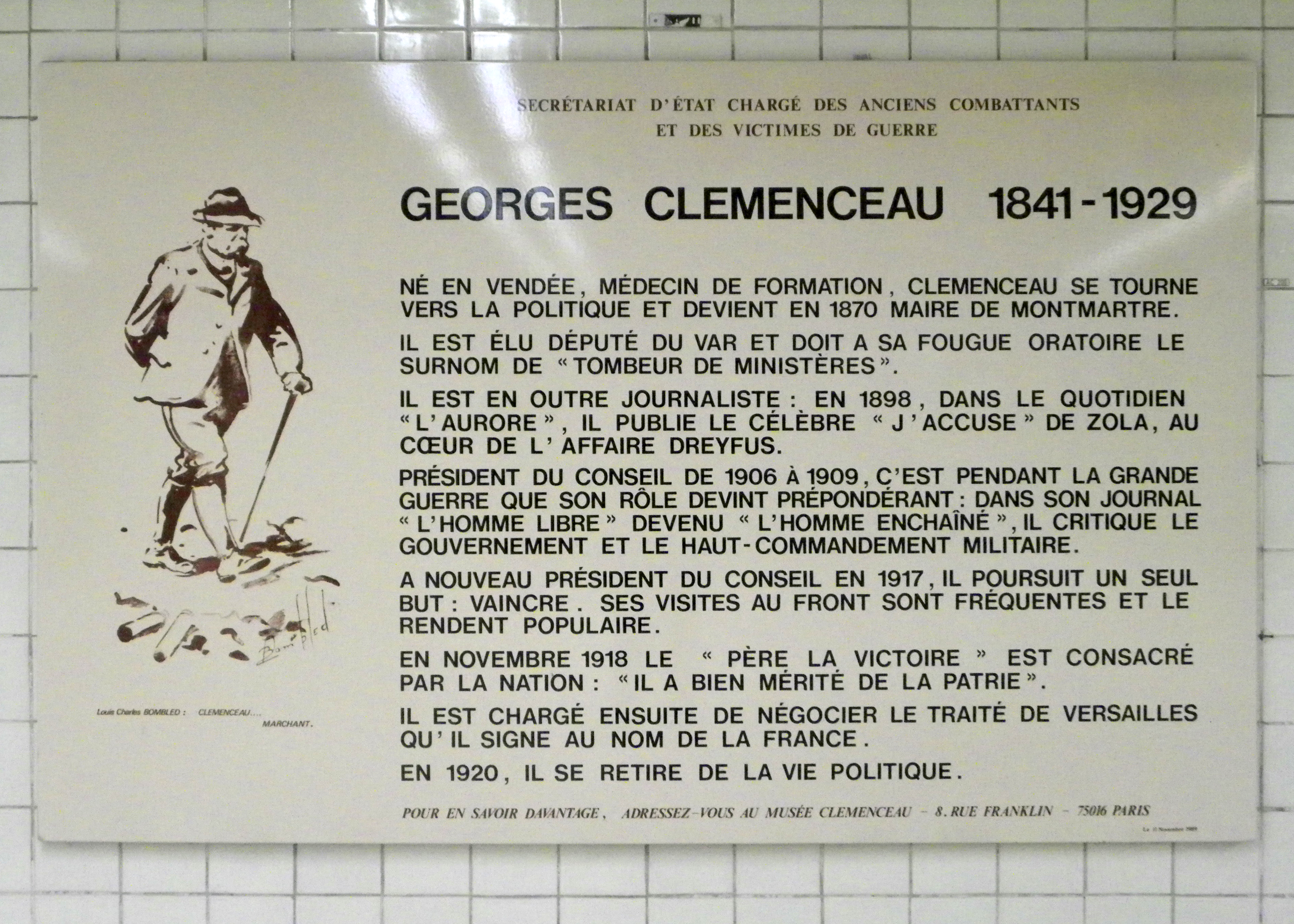
Plaque sur Georges Clemenceau dans un couloir de la station.
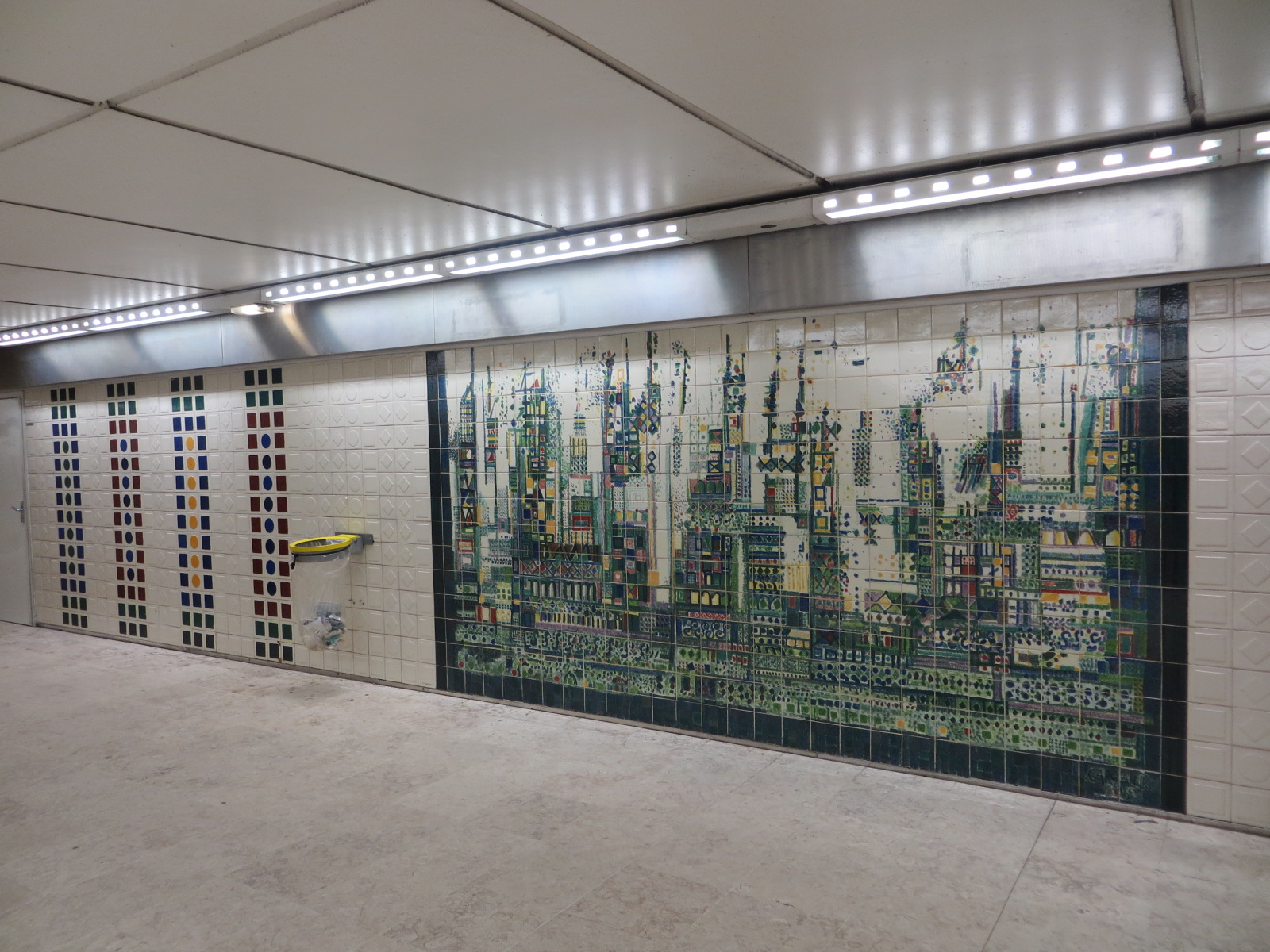
Décor sur carreaux de faïence (azulejo) du peintre Manuel Cargaleiro.
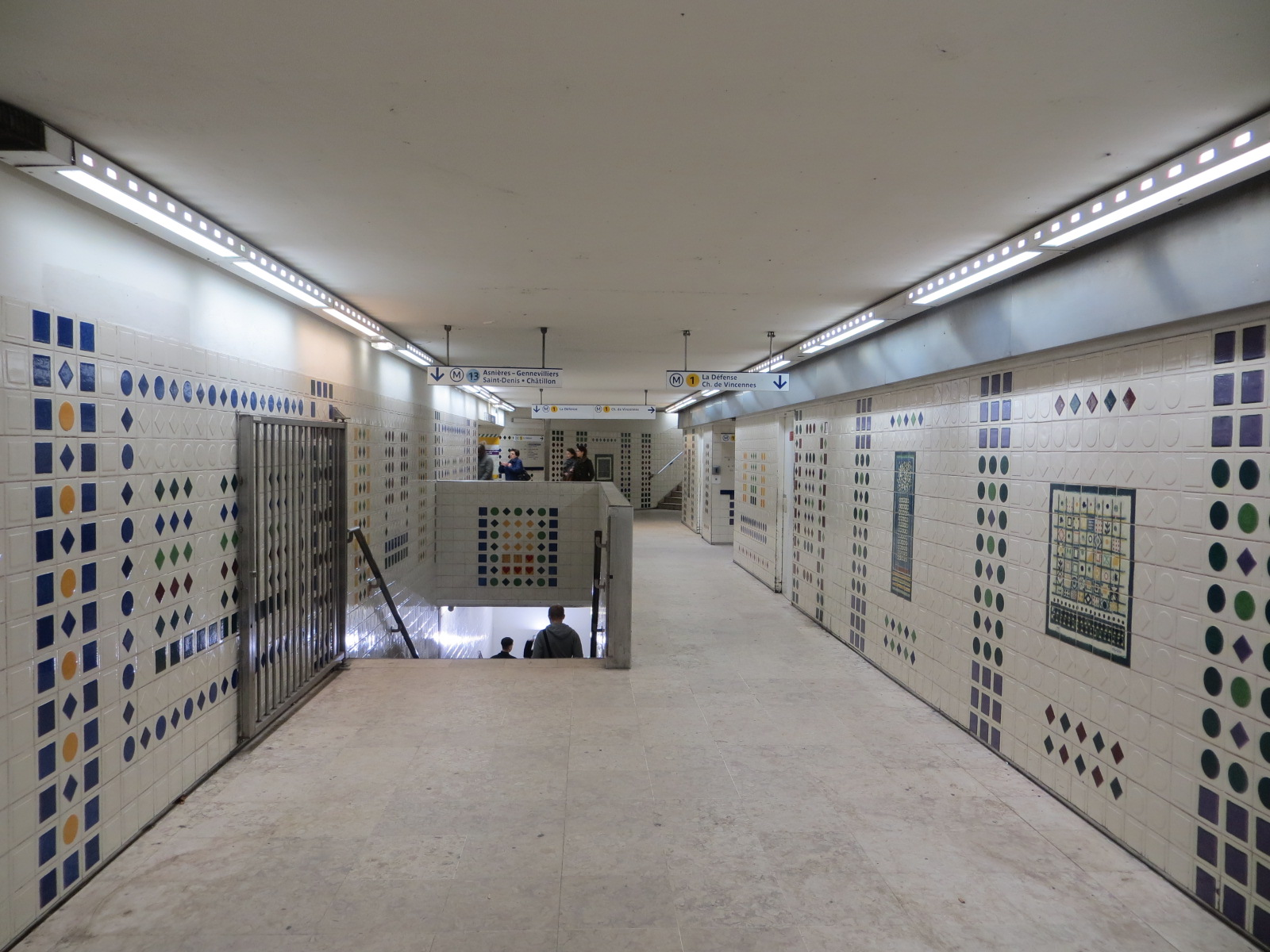
Couloir de la station avec les décors sur faïence.
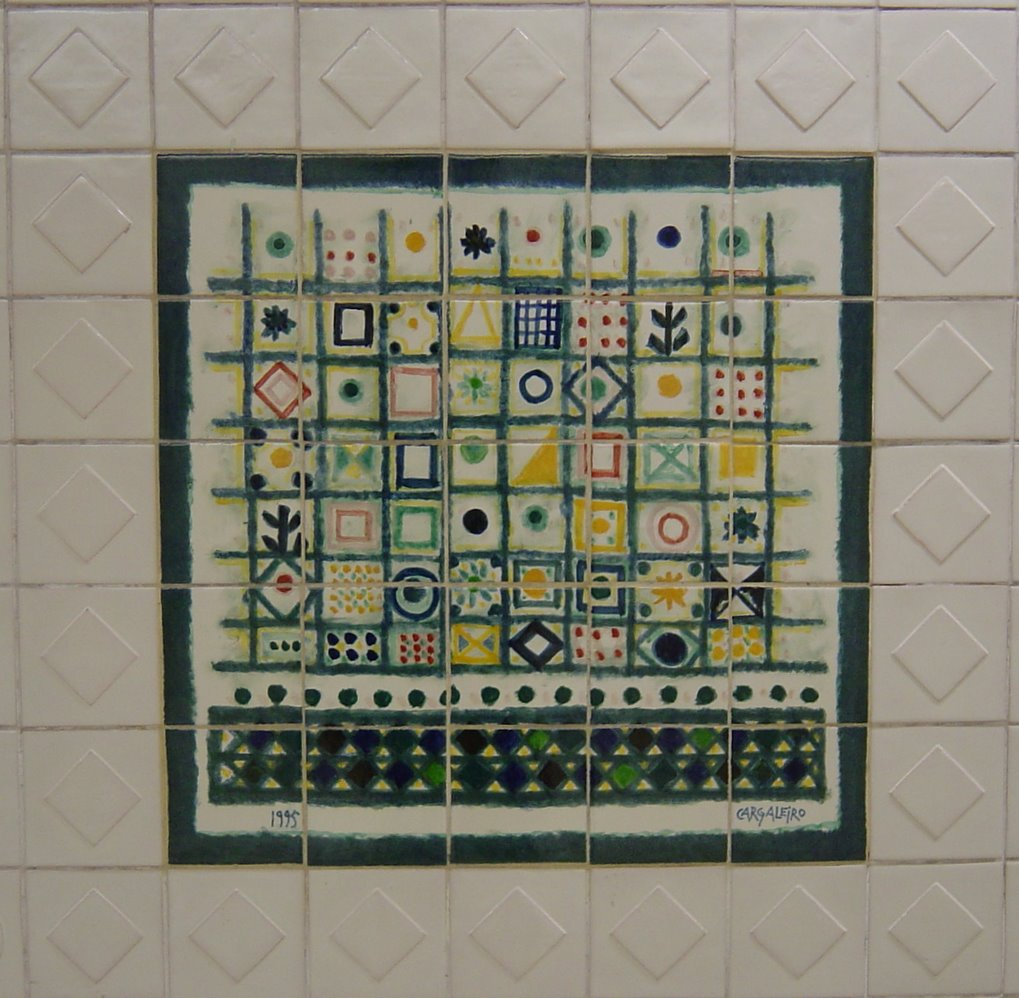
Gros plan sur un des décors en azulejo.

### Quais
Les quais des deux lignes sont de configuration standard pour le métro de Paris : au nombre de deux par point d'arrêt, ils sont séparés par les voies du métro situées au centre. Ceux de la ligne 1 mesurent 90 mètres de longueur, tandis que ceux de la ligne 13 sont d'une longueur plus conventionnelle de 75 mètres. Tous sont équipés de portes palières mi-hauteur afin de prévenir les risques de chutes de voyageurs sur les voies.
La station de la ligne 1 est établie à fleur de sol : le plafond, supportant la chaussée en surface, est constitué d'un tablier métallique dont les poutres, peintes en argenté, sont elles-mêmes supportées par des piédroits verticaux et reliées entre elles par des cornières, lesquelles portent des voûtains en briques peints en blanc. Des pavés de verre bleu clair recouvrent ces derniers, cas unique sur le réseau, et sont complétés d'écrans publicitaires ainsi que de panneaux spéciaux du Palais de la découverte. Les tympans sont peints en blanc, de même que le plafond de l'extension de la station opérée dans les années 1960 pour le passage de la ligne aux rames à six voitures. L'éclairage est semi-direct, projeté sur les piédroits et les voûtains du plafond au-dessus des quais (des projecteurs de lumière bleue éclairant également les poutres métalliques du plafond à mi-quai), et le nom de la station est inscrit en police de caractères Parisine sur des plaques émaillées. Les sièges sont de style « Akiko » de couleur crème.

Quais de la ligne 1
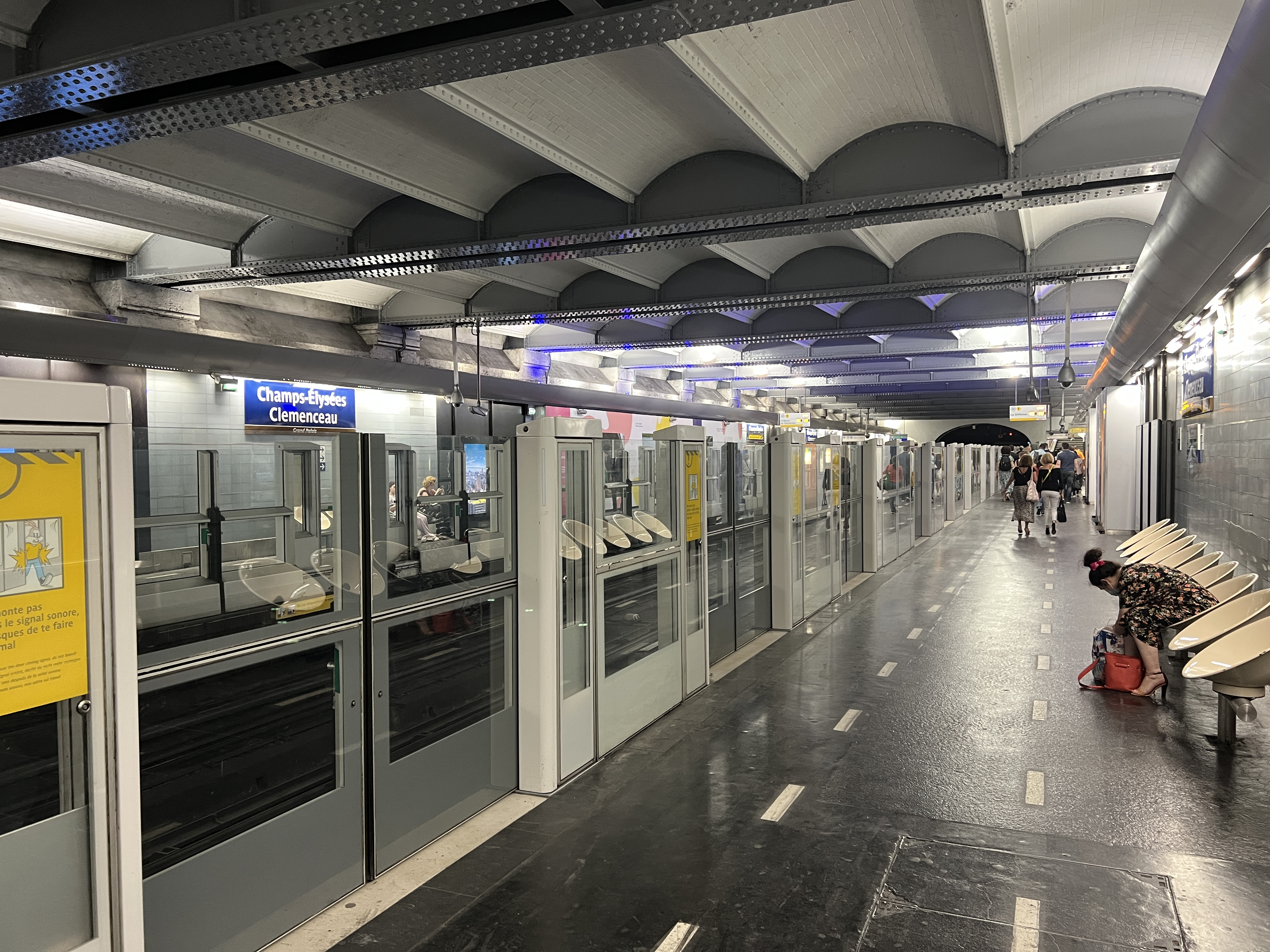
Vue du quai de la ligne 1 en direction de La Défense.
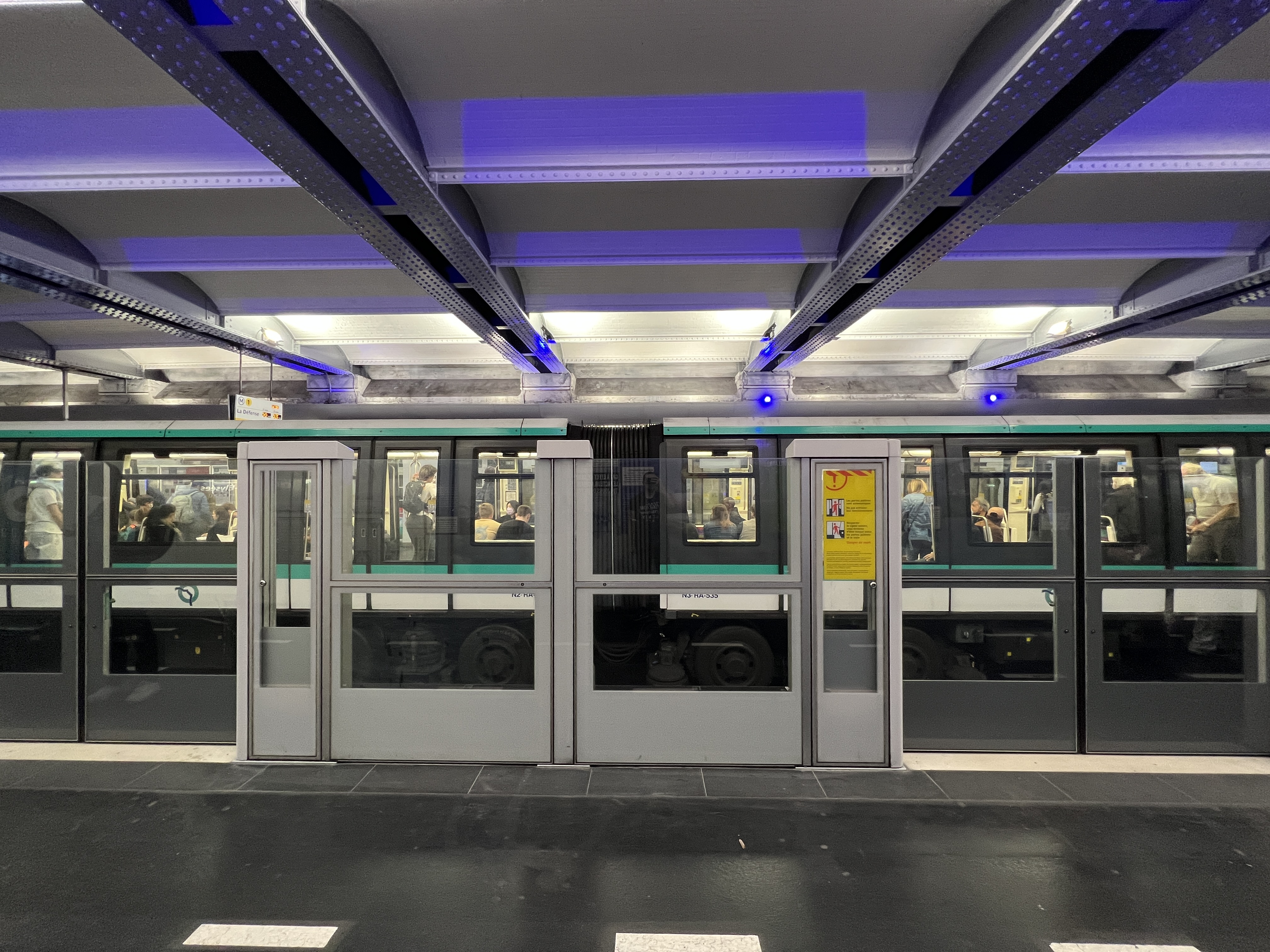
Rame MP 05 marquant l'arrêt en direction de La Défense.
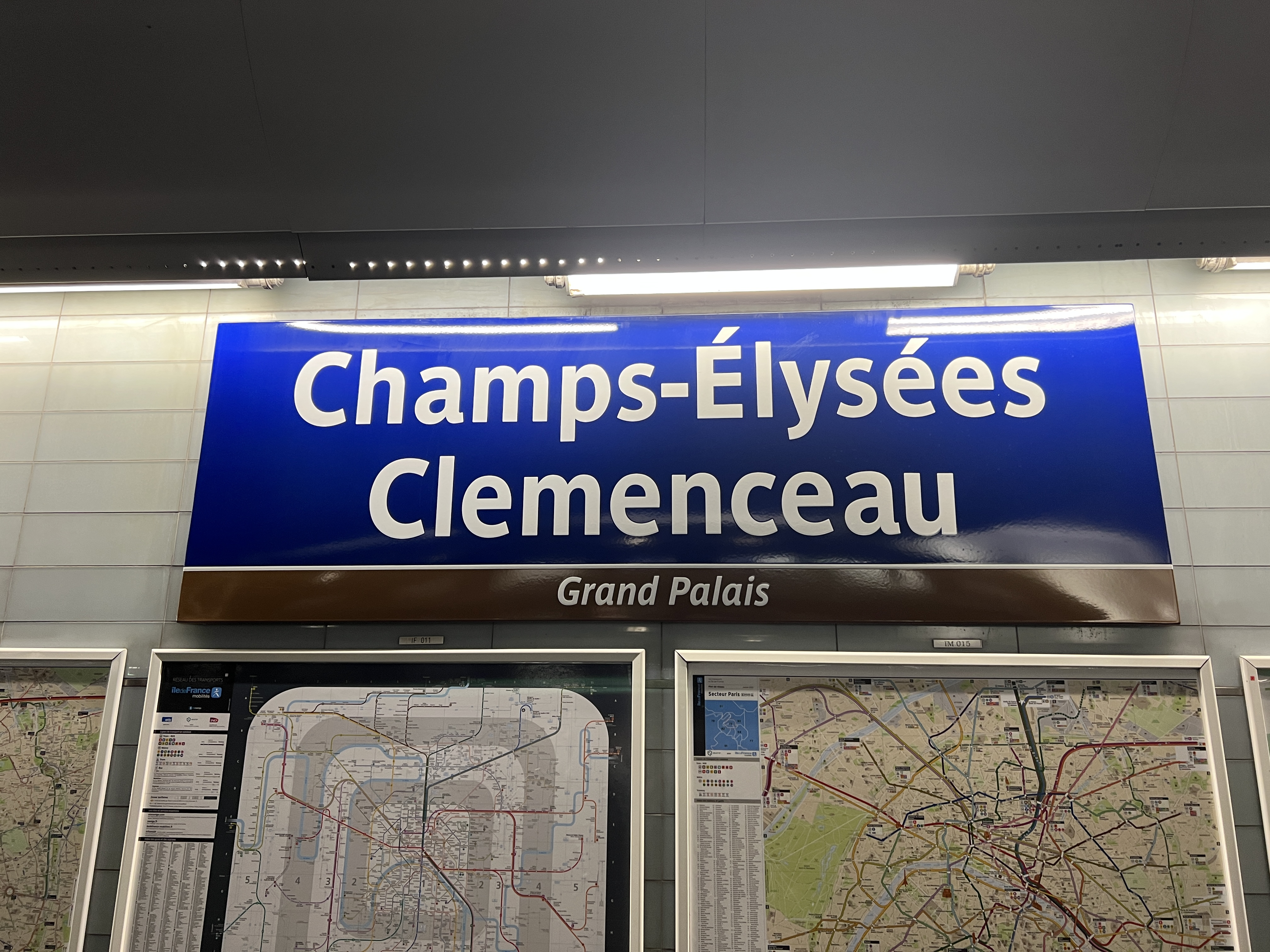
Plaque émaillée indiquant le nom de la station et son sous-titre.

La station de la ligne 13, plus profonde, possède une voûte elliptique sur son tiers nord, les deux tiers sud étant constitués d'un plafond en béton et de piédroits verticaux. La décoration est une déclinaison du style « Andreu-Motte » avec deux rampes lumineuses suspendues et des sièges « Motte » orange. Les carreaux en grès étiré blancs sont plats et fins, posés verticalement sur les piédroits et la voûte, tandis que le plafond horizontal en béton est recouvert d'un flocage coupe-feu noir. Les tympans sont recouverts de carreaux en céramique plats fins de couleur ocre, également posés verticalement. Les cadres publicitaires sont métalliques et le nom de la station figure en typographie Parisine sur des plaques émaillées.

Quais de la ligne 13
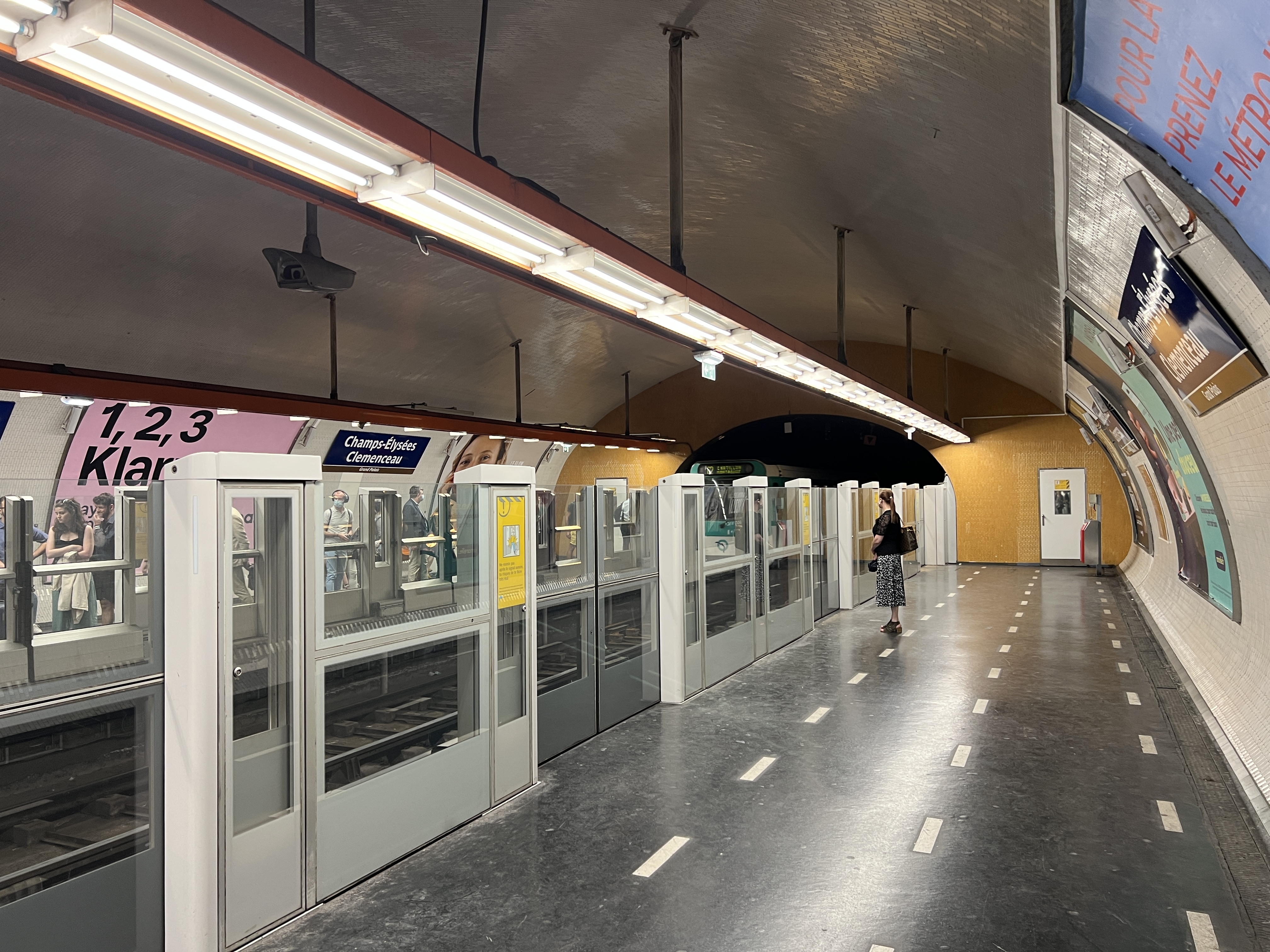
Vue du quai pour Les Courtilles et Saint-Denis - Université.
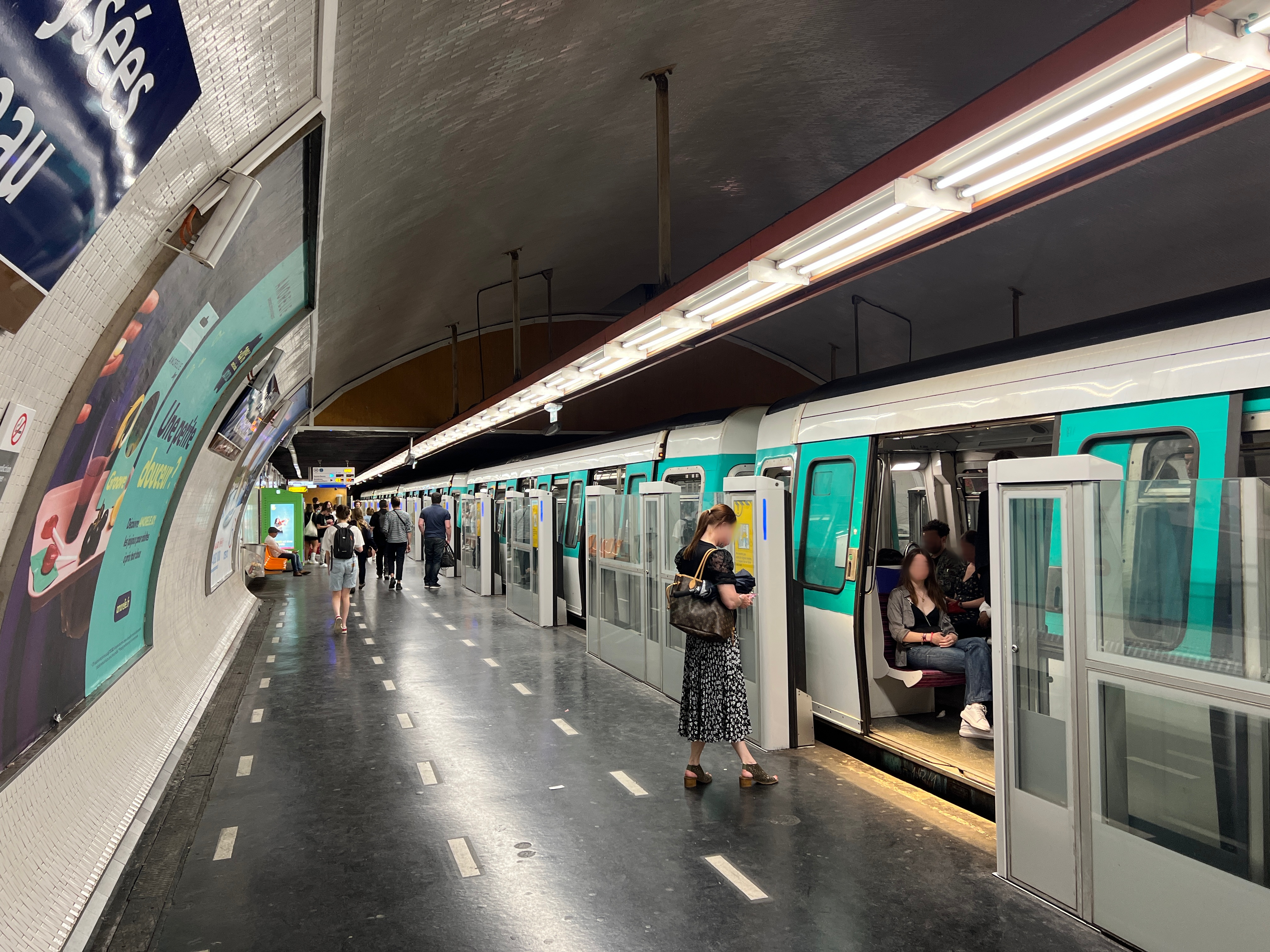
Arrêt d'une rame MF 77 rénovée en direction du nord de la ligne.
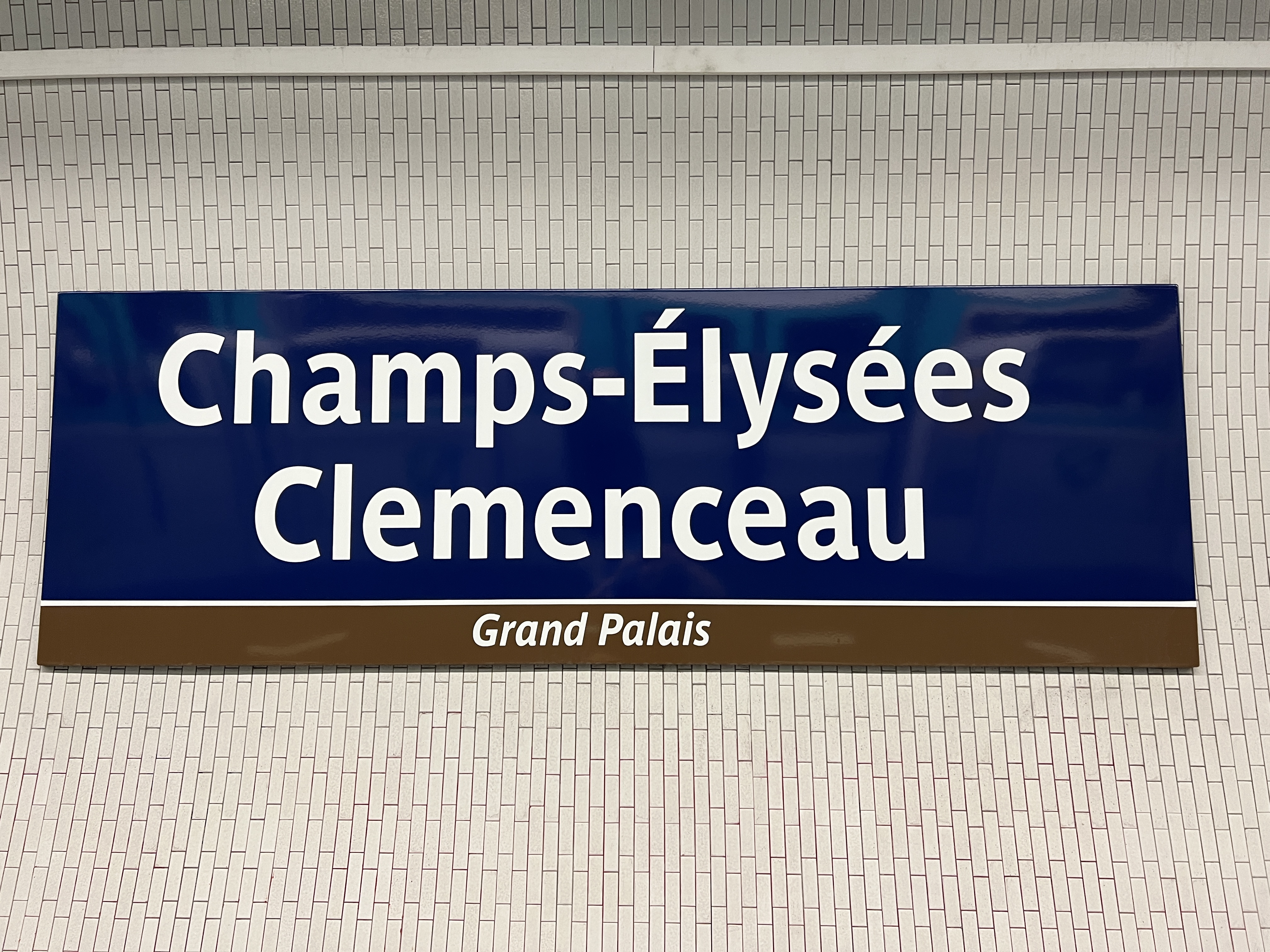
Plaque portant le nom de la station ainsi que son sous-titre.

### Intermodalité
La station est desservie par les lignes 42, 73 et 93 du réseau de bus RATP, et, la nuit, par les lignes N11 et N24 du réseau de bus Noctilien.

## À proximité
- Avenue des Champs-Élysées
- Grand Palais
  - Palais de la Découverte
  - Galeries nationales du Grand Palais
- Petit Palais
- Jardins des Champs-Élysées
- Théâtre Marigny
- Pavillon Élysée
- Fontaine du Cirque
- Théâtre du Rond-Point
- Hôtel de Hirsch
- Palais de l'Élysée
- Hôtel de Beauvau (siège du ministère de l'Intérieur)
- Fontaine de Diane